# Luxemburgs Sportpersoon van het Jaar
De verkiezing van de Luxemburgs Sportpersoon van het Jaar wordt gehouden sinds 1954. Vanaf 1966 werden twee eretitels uitgereikt: de Sportman en de Sportvrouw van het Jaar.

## Luxemburgs Sportpersoon van het Jaar
| Jaar | Winnaar          | Sport         |
| ---- | ---------------- | ------------- |
| 1954 | Charly Gaul      | Wegwielrennen |
| 1955 | Charly Gaul      | Wegwielrennen |
| 1956 | Charly Gaul      | Wegwielrennen |
| 1957 | Josy Stoffel     | Turnen        |
| 1958 | Charly Gaul      | Wegwielrennen |
| 1959 | Jean Link        | Schermen      |
| 1960 | Josy Stoffel     | Turnen        |
| 1961 | Sylvie Hülsemann | Waterskiën    |
| 1962 | Norbert Haupert  | Atletiek      |
| 1963 | Norbert Haupert  | Atletiek      |
| 1964 | Charles Sowa     | Atletiek      |
| 1965 | René Kilburg     | Atletiek      |

## Luxemburgs Sportman en -vrouw van het Jaar
| Jaar | Sportman           | Sportman      | Sportvrouw        | Sportvrouw    |
| Jaar | Winnaar            | Sport         | Winnaar           | Sport         |
| ---- | ------------------ | ------------- | ----------------- | ------------- |
| 1966 | René Kilburg       | Atletiek      | Sylvie Hülsemann  | Waterskiën    |
| 1967 | Charles Sowa       | Atletiek      | Colette Flesch    | Schermen      |
| 1968 | Louis Pilot        | Voetbal       | Sylvie Hülsemann  | Waterskiën    |
| 1969 | Louis Pilot        | Voetbal       | Annette Berger    | Atletiek      |
| 1970 | Nicolas Koob       | Autosport     | Jeanny Dom        | Tafeltennis   |
| 1971 | Charles Sowa       | Atletiek      | Jeanny Dom        | Tafeltennis   |
| 1972 | Charles Sowa       | Atletiek      | Nelly Wies        | Boogschieten  |
| 1973 | Robert Schiel      | Schermen      | Jeanny Dom        | Tafeltennis   |
| 1974 | Marcel Balthasar   | Boogschieten  | Berty Krier       | Tafeltennis   |
| 1975 | Roland Bombardella | Atletiek      | Jeanny Dom        | Tafeltennis   |
| 1976 | Roland Bombardella | Atletiek      | Jeanny Dom        | Tafeltennis   |
| 1977 | Roland Bombardella | Atletiek      | Jeanny Dom        | Tafeltennis   |
| 1978 | Roland Bombardella | Atletiek      | Jeanny Dom        | Tafeltennis   |
| 1979 | Lucien Didier      | Wegwielrennen | Carine Risch      | Tafeltennis   |
| 1980 | Justin Gloden      | Atletiek      | Carine Risch      | Tafeltennis   |
| 1981 | Fonsy Grethen      | Biljart       | Carine Risch      | Tafeltennis   |
| 1982 | Roland Jacoby      | Schietsport   | Carine Risch      | Tafeltennis   |
| 1983 | Roland Jacoby      | Schietsport   | Jeannette Goergen | Boogschieten  |
| 1984 | Raymond Conzemius  | Atletiek      | Jeannette Goergen | Boogschieten  |
| 1985 | Claude Michely     | Wegwielrennen | Danièle Kaber     | Atletiek      |
| 1986 | Fonsy Grethen      | Biljart       | Danièle Kaber     | Atletiek      |
| 1987 | Robert Langers     | Voetbal       | Nancy Arendt      | Zwemmen       |
| 1988 | Marc Girardelli    | Alpineskiën   | Danièle Kaber     | Atletiek      |
| 1989 | Marc Girardelli    | Alpineskiën   | Nancy Arendt      | Zwemmen       |
| 1990 | Guy Hellers        | Voetbal       | Marion Hammang    | Gewichtheffen |
| 1991 | Marc Girardelli    | Alpineskiën   | Malou Thill       | Gewichtheffen |
| 1992 | Eugène Berger      | Alpinisme     | Marion Hammang    | Gewichtheffen |
| 1993 | Marc Girardelli    | Alpineskiën   | Anne Kremer       | Tennis        |
| 1994 | Marc Girardelli    | Alpineskiën   | Raymonde Moes     | Karate        |
| 1995 | Guy Hellers        | Voetbal       | Nancy Kemp-Arendt | Triathlon     |
| 1996 | Marc Girardelli    | Alpineskiën   | Nancy Kemp-Arendt | Triathlon     |
| 1997 | Christian Poos     | Wegwielrennen | Nancy Kemp-Arendt | Triathlon     |
| 1998 | Dan Dethier        | Triathlon     | Anne Kremer       | Tennis        |
| 1999 | Jeff Strasser      | Voetbal       | Anne Kremer       | Tennis        |
| 2000 | Kim Kirchen        | Wegwielrennen | Nancy Kemp-Arendt | Triathlon     |
| 2001 | Jeff Strasser      | Voetbal       | Ni Xia Lian       | Tafeltennis   |
| 2002 | David Fiegen       | Atletiek      | Tessy Scholtes    | Karate        |
| 2003 | Kim Kirchen        | Wegwielrennen | Claudine Schaul   | Tennis        |
| 2004 | Kim Kirchen        | Wegwielrennen | Liz May           | Triathlon     |
| 2005 | Kim Kirchen        | Wegwielrennen | Liz May           | Triathlon     |
| 2006 | Fränk Schleck      | Wegwielrennen | Liz May           | Triathlon     |
| 2007 | Kim Kirchen        | Wegwielrennen | Liz May           | Triathlon     |
| 2008 | Kim Kirchen        | Wegwielrennen | Marie Muller      | Judo          |
| 2009 | Andy Schleck       | Wegwielrennen | Liz May           | Triathlon     |
| 2010 | Andy Schleck       | Wegwielrennen | Marie Muller      | Judo          |
| 2011 | Andy Schleck       | Wegwielrennen | Mandy Minella     | Tennis        |
| 2012 | Laurent Carnol     | Zwemmen       | Marie Muller      | Judo          |
| 2013 | Dirk Bockel        | Triatlon      | Christine Majerus | Wegwielrennen |
| 2014 | Gilles Müller      | Tennis        | Jenny Warling     | Karate        |
| 2015 | Gilles Müller      | Tennis        | Christine Majerus | Wegwielrennen |
| 2016 | Gilles Müller      | Tennis        | Christine Majerus | Wegwielrennen |
| 2017 | Gilles Müller      | Tennis        | Christine Majerus | Wegwielrennen |